# الساري (محافظة ثار)
الساري هو مركزٌ سعوديٌ تابعٌ لمحافظة ثار التابعة لمنطقة نجران، في المملكة العربية السعودية. المركز من الفئة (أ)، ورمزه 2402 حسب دليل الترميز الموحد للمناطق الإدارية بالمملكة العربية السعودية.